# テギョン
オク・テギョン（朝: 옥택연、漢: 玉澤演、英: Ok Taecyeon、1988年12月27日 - ）は大韓民国の歌手、俳優、作曲家。アイドルグループ2PMのメンバーである。メンバーカラーはグリーン。檀国大学校経営学部卒業、高麗大学校国際大学院国際協力学専攻修了。身長187.2cm。

## 人物・エピソード
2PMではメインラッパーを担当。俳優、音楽番組のMCやバラエティ番組でも活躍している。
趣味は音楽鑑賞、スキー、ウェイクボード、散歩、特技は料理。
ボストンに7年間滞在していたため英語をほぼ完璧に話せる。2012年に大学の卒業認定のため受験したTOEICでは満点である990点を獲得した。もともと英語、朝鮮語、スペイン語、中国語を話すマルチリンガルだったとしているが、使わないうちに記憶が薄れ、2017年時点で話せるのは英語、朝鮮語、日本語としている。
出演していたバラエティ番組『三食ごはん』で飼っていた犬、ミンキーが産んだエディを番組終了後ひきとって飼っている。

## 来歴

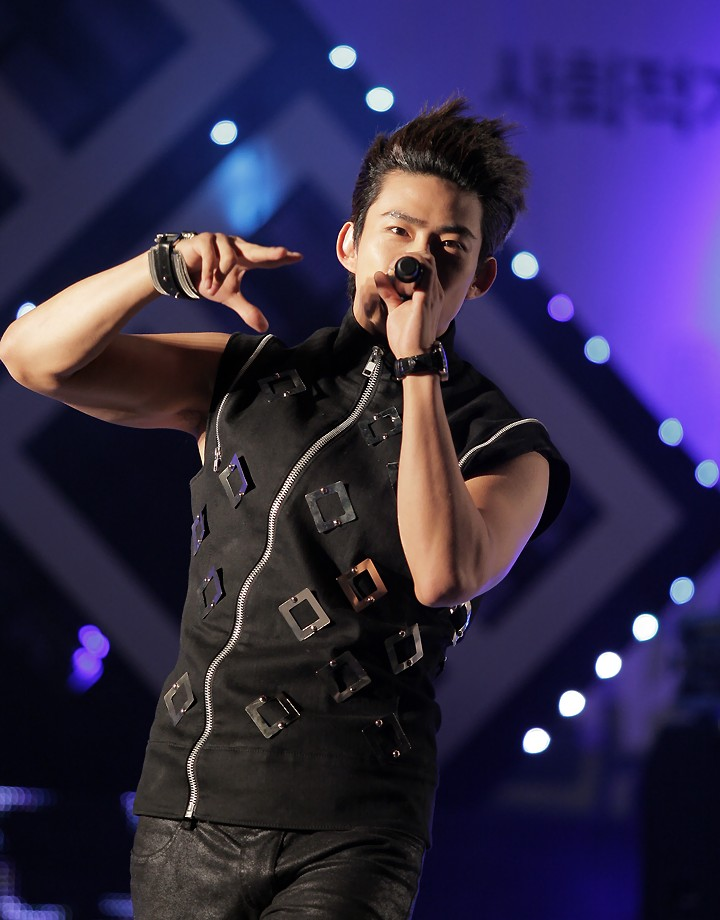
2011年

ソウルで生まれ釜山で育ち、13歳の時に親の仕事の関係でアメリカに移住。ニューヨークで開かれたJYPモデルオーディションに参加し、7年間滞在したアメリカを離れ、韓国に戻りJYP練習生となる。
2008年9月、2PMのメンバーとしてデビュー。
2009年、音楽番組『SBS人気歌謡』のMCに抜擢される。
2010年、KBSドラマ『シンデレラのお姉さん』で本格的に俳優活動を開始する。
2011年、ペ・ヨンジュンとJ.Y. Parkが共同で初プロデュースを手掛けた学園ドラマ『ドリームハイ』にメインの生徒役で出演し作品は大ヒット。同年、フジテレビ系ドラマ『僕とスターの99日』に出演し、日本のドラマに初出演する。キム・テヒ演じるヒロインに近づく謎の男テソンを演じた。
2013年、人気バラエティ『私たち結婚しました』の世界版にて台湾人女優のウー・インジエと仮想結婚生活を送り、アジア21ヶ国で放送される。
同年、tvNドラマ『君を守る恋～Who Are You～』で現実主義者の熱血刑事ゴヌを演じドラマ初主演、『結婚前夜』で映画初出演・初主演を務める。
2017年1月、日本で初となるソロ・アルバム『TAECYEON SPECIAL ～Winter 一人～』をリリースし、東京ドームシティホールにて初の日本ソロコンサートを開催した。
アメリカ永住権を持っているため兵役免除対象者であったが、永住権を放棄し2017年9月に入隊した。椎間板ヘルニアなど健康上の理由で、公益勤務要員の判定を受けたにも関わらず、2度にわたる手術と治療の末、現役で入隊することになった。
2018年7月、JYPエンターテインメントを退社し、51Kと専属契約を締結。2PMの活動はJYPで継続すると発表された。
2019年5月、白馬部隊新兵教育大隊助教として現役服務を終え除隊した。
2020年、サスペンスドラマ『ザ・ゲーム〜午前0時:愛の鎮魂歌〜』にて除隊後俳優復帰し、人の死の瞬間が見える主人公テピョンを演じた。
2021年KOFIC「KOREAN ACTORS 200」に選定された。
2024年には木村拓哉主演の日本の映画『グランメゾン・パリ』にリック・ユアン役で出演した。

## ディスコグラフィ

### ミニ・アルバム
|   | リリース日    | タイトル                         | 規格品番                                                                                                | 最高位 |
| - | ------------- | -------------------------------- | --- | ------ |
| 1 | 2017年1月18日 | TAECYEON SPECIAL ～Winter 一人～ | ESCL-4824 ～ ESCL-4825 (初回生産限定盤A：CD+DVD) ESCL-4826 (初回生産限定盤B：CD) ESCL-4827 (通常盤：CD) | 3位    |

### DVD・Blu-ray
- 2017年12月27日 TAECYEON (From 2PM) Premium Solo Concert “Winter 一人”

## 出演
※主演作品の役名は太字

### テレビドラマ
- 思いっきりハイキック！（2006年-2007年、MBC）
- シンデレラのお姉さん（2010年、KBS） - ハン・ジョンウ役
- ドリームハイ（2011年、KBS） - チン・グク（ヒョン・シヒョク）役
- 僕とスターの99日（2011年10-12月、フジテレビ系列） - テソン役
- 君を守る恋～Who Are You～（2013年、tvN） - チャ・ゴヌ役
- 本当に良い時代（2014年、KBS） - カン・ドンヒ役
- ラスト・チャンス!（2015年、KBS） - キム・ギュファン役
- 楽しい私の家 全1話 (2016年、KBS) - カメオ出演
- 君のそばに～Touching You～（2016年、WEB） - ト・ジヌ役
- キスして幽霊！〜Bring it on, Ghost〜（英語版）（2016年、tvN） - パク・ボンパル役
- 君を守りたい～SAVE ME～（2017年、OCN） - ハン・サンファン役
- あなたは思ったより近くにいる 全1話 (2017年、KBS) - カメオ出演
- ザ・ゲーム〜午前0時:愛の鎮魂歌〜（2020年、MBC） - キム・テピョン役
- ヴィンチェンツォ（2021年、tvN） - チャン・ジュヌ役
- 御史とジョイ（2021年、tvN）- ラ・イアン役
- ブラインド（2022年、tvN）- リュ・ソンジュン役[25]
- ハートビート（2023年、KBS） - ソン・ウヒョル役[26][27]

### 配信ドラマ
- ソウルメイト（2025年8月配信予定、Netflix） - 主演・ファン・ヨハン役[28][29]

### 映画
- 結婚前夜（2013年）
- 時間回廊の殺人（2017年）
- ハンサン -龍の出現-（2022年） - イム・ジョニヨン（任俊英）（朝鮮語版） 役
- グランメゾン・パリ（2024年） - リック・ユアン 役[30]

### バラエティ
- SBS「人気歌謡」（2009年） - MC[31]
- ファミリーがやってきた2（2012年）
- グローバル版 私たち結婚しました（2013年） - 台湾女優GuiGuiと仮想夫婦
- 三食ごはん（2014年）
- 三食ごはん チョンソン編（2015年）
- 勝手にしろ（네 멋대로 해라, KBS2, 2015年6月27日）[32][33]